# JA共済ブラウブリッツ秋田屋内練習場
JA共済ブラウブリッツ秋田屋内練習場（ジェイエーきょうさいぶらうぶりっつあきたおくないれんしゅうじょう）は、秋田県秋田市土崎港にあるサッカー室内練習場である。土崎練習場と略称されている。

## 概要
北東北一のハイタワーポートタワーセリオンの麓に位置し、港湾倉庫をサッカー用に改作して練習施設として使用しているものである。トップチームも活用しているが、主にスクール事業や下部組織での練習で利用されている。

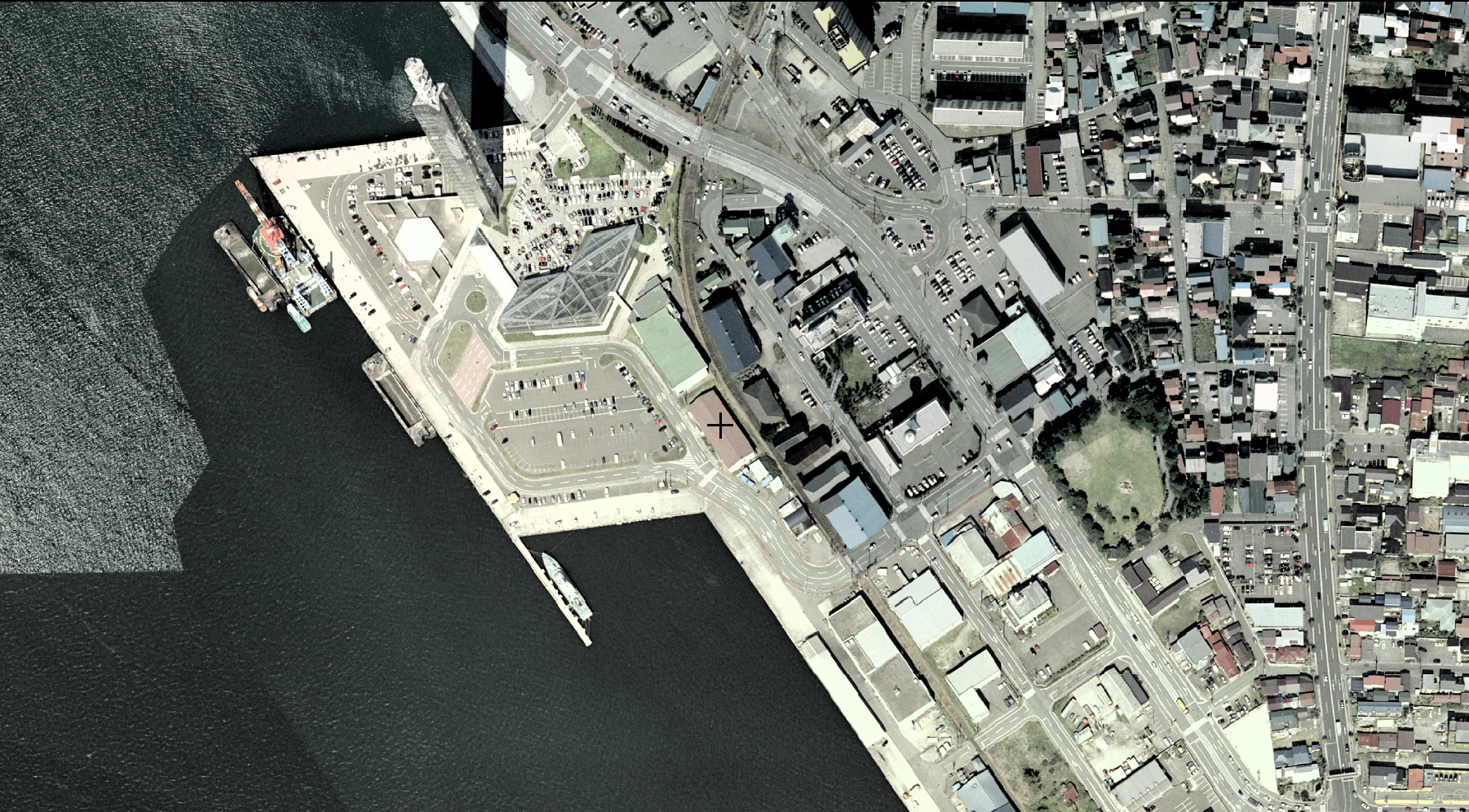
2009年撮影の練習場付近の空撮図